# Gisela Wirtgen
Gisela Wirtgen (* 12. März 1944 in Krunkel) ist eine deutsche Unternehmerin im Ruhestand. Wegen ihres ehrenamtlichen Einsatzes für notleidende Kinder in der Dritten Welt erhielt sie hohe Auszeichnungen.

## Beruf
Gisela Wirtgen war mit dem Unternehmer Reinhard Wirtgen verheiratet. Nach dessen Tod 1997 war sie im Familienunternehmen tätig, bis sie am 31. Dezember 2007 in den Ruhestand trat.

## Ehrenamt
1983 gründete Wirtgen die Aktionsgruppe Kinder in Not e. V., eine deutsche Hilfsorganisation, die notleidende Kinder in der Dritten Welt unterstützt und als gemeinnützig, mildtätig und steuerbefreit im Sinne der Abgabenordnung anerkannt ist. Seit der Vereinsgründung fungiert Wirtgen ehrenamtlich als 1. Vorsitzende und setzt diese Tätigkeit auch im Ruhestand fort. Seit 2002 wird die Aktionsgruppe Kinder in Not bei ihren Hilfsprojekten durch die Gisela-Wirtgen-Stiftung mit hohen Zuwendungen unterstützt.

## Auszeichnungen
- Verdienstorden des Landes Rheinland-Pfalz[2]
- Bundesverdienstkreuz am Bande[2] (1997)
- Johanna-Loewenherz-Ehrenpreis der Johanna-Loewenherz-Stiftung[4] (2001)